# Gästriklands runinskrifter 16
Gästriklands runinskrifter 16 är ett vikingatida runstensfragment av rödgrå gävlesandsten funnet i Ovansjö prästgård, Ovansjö socken och Sandvikens kommun. Runstensfragmentet är 52 x 45 centimeter stort. Runhöjden är 15 cm.
Fragmentet, också kallat Gs 16 a, påträffades 1928 under en djupplöjning av prästgården. Fragmentet förvaras i Ovansjö kyrkas sakristia.
På 1850-talet rapporterades ett mindre fragment på Ovansjö kyrkas kyrkogård kallat Gs 16 b. Det fragmentet är förkommet. Troligen är de båda fragmenten från samma runsten.
På bilden syns en avbildning av det förkomna fragmentet.

## Inskriften
Här presenteras inskriften på både Gs 16 a och Gs 16 b, då de troligen är fragment från samma sten.
Translitterering av runraden:
§A ... (e)ftiʀ ÷ sihbi... ... ...s͡ta lit ÷ biu-... ... 
§B [...- þana ÷ ...]
Normalisering till runsvenska:
§A ... æftiʀ Sigbi[orn] ... [ri]sta let Bio[rn] ... 
§B ... þenna ...
Översättning till nusvenska:
§A efter Sigbjörn ... rista lät Björn ...
§B ... denna ...